# Zbigniew Bela
Zbigniew Bela (ur. 10 września 1949 w Przemyślu, zm. 6 września 2018 w Krakowie) – polski prozaik, dyrektor Muzeum Farmacji Collegium Medicum Uniwersytetu Jagiellońskiego.

## Życiorys
Ukończył filologię polską na Uniwersytecie Jagiellońskim, studiował geografię na Uniwersytecie Marii Curie-Skłodowskiej. Debiutował na łamach miesięcznika „Twórczość” w 1977. W 1998 uzyskał stopień doktora na podstawie rozprawy "Przepisy na leki w "Sekretach Aleksego z Piemontu". Analiza historyczno-kulturowa" W 2006 uzyskał habilitację na podstawie pracy "Poglądy na temat leczniczych właściwości złota od czasów najdawniejszych po czasy współczesne" W styczniu 2007 Rada Wydziału Farmaceutycznego UJ CM powołała go na stanowisko dyrektora Muzeum Farmacji. Funkcję tę pełnił do 6 września 2018 r. W 2009 otrzymał nominację na stanowisko profesora nadzwyczajnego, natomiast w styczniu 2015 z rąk prezydenta RP odebrał nominację na profesora tytularnego. Pochowany na cmentarzu Rakowickim kw. LVIII, płd., gr. 9.

## Twórczość
- Przygotowania do występu (opowiadania, 1979)
- Kapitulacja  (powieść, Warszawa: Wyd. „Iskry”, 1982)
- Jeden obrót słońca (opowiadania, 1984)
- Nić Aridany i inne opowiadania (1988)
- Aleksego Pedemontana Tajemnice (1999)

## Nagrody i wyróżnienia
- Nagroda Artystyczna Młodych im. Stanisława Wyspiańskiego (1985)
- Laureat indywidualnej nagrody ministra edukacji narodowej za książkę „Aleksego Pedemontana Tajemnice” (2000)